# Rebecca bírónő
A Rebecca bírónő (eredeti cím: Bad Judge) amerikai televíziós filmsorozat, amelyet Chad Kultgen és Anne Heche készített. A főszerepeket Will Ferrell, Kate Walsh, Adam McKay, Chris Henchy, Betsy Thomas és Jill Sobel Messick játszotta. Amerikában 2014. október 2. és 2015. január 22. között az NBC vetítette, Magyarországon 2015. május 31. és 2015. augusztus 23. között a Super TV2 sugározta.

## Szereplők
| Szereplő              | Színész         | Magyar hang    |
| --------------------- | --------------- | -------------- |
| Rebecca Wright bírónő | Kate Walsh      | Dudás Eszter   |
| Dr. Gary Boyd         | Ryan Hansen     | Lux Ádám       |
| Tom Barlow            | John Ducey      | Haumann Máté   |
| Tedward Mulray        | Tone Bell       | Fehér Tibor    |
| Hernandez bíró        | Miguel Sandoval | Barbinek Péter |
| Judy                  | Amy Rhodes      | Szabó Zselyke  |
| Robby Shoemaker       | Theodore Barnes | Pál Dániel     |

## Epizódok
|  | Ez a szakasz egyelőre üres vagy erősen hiányos. Segíts te is a kibővítésében! |

|  | Ez a szakasz egyelőre üres vagy erősen hiányos. Segíts te is a kibővítésében! |

|  | Ez a szakasz egyelőre üres vagy erősen hiányos. Segíts te is a kibővítésében! |

|  | Ez a szakasz egyelőre üres vagy erősen hiányos. Segíts te is a kibővítésében! |

|  | Ez a szakasz egyelőre üres vagy erősen hiányos. Segíts te is a kibővítésében! |

|  | Ez a szakasz egyelőre üres vagy erősen hiányos. Segíts te is a kibővítésében! |

|  | Ez a szakasz egyelőre üres vagy erősen hiányos. Segíts te is a kibővítésében! |

|  | Ez a szakasz egyelőre üres vagy erősen hiányos. Segíts te is a kibővítésében! |

|  | Ez a szakasz egyelőre üres vagy erősen hiányos. Segíts te is a kibővítésében! |

|  | Ez a szakasz egyelőre üres vagy erősen hiányos. Segíts te is a kibővítésében! |

|  | Ez a szakasz egyelőre üres vagy erősen hiányos. Segíts te is a kibővítésében! |

|  | Ez a szakasz egyelőre üres vagy erősen hiányos. Segíts te is a kibővítésében! |

|  | Ez a szakasz egyelőre üres vagy erősen hiányos. Segíts te is a kibővítésében! |